# Самарджиди, Леонид Георгиевич
Леонид Георгиевич Самарджиди (16 августа 1917, село Олухлы, Карсская область — 18 августа 2001, Магнитогорск) — советский и российский театральный актёр, народный артист РСФСР (1991).

## Биография
Лев (Леонид) Георгиевич Самарджиди родился 16 августа 1917 года в селе Олухлы Кагызманского округа Карской области (с 1921 года — на территории Турции) в семье беженца из Турции грека-каменотёса. В 1921 году остался сиротой и воспитывался в семье дяди. В 1924—1932 годах учился в Ставропольской школе, а в 1932—1936 годах — в Ростовском индустриальном техникуме.
В 1936 году переехал в Магнитогорске, где работал на Магнитогорском металлургическом комбинате, одновременно занимался в местном Театре рабочей молодёжи (ТРАМ). 
В 1939 году был приглашён в труппу Магнитогорского драматического театра, где проработал более 60 лет. Работал с режиссёрами Малого театра Бочаровым, Велиховым, Прозоровским. За годы работы в театре сыграл около ста ролей.
«Самарджиди был кумиром магнитогорской публики. Яркая внешность, неукротимый южный темперамент, незаурядные актерские данные покоряли зрителей. Не меньший успех имели и его выступления с чтецкими программами в заводских цехах, на стройплощадках, в учебных аудиториях. Много лет подряд заслуженный, а позже народный артист Российской Федерации Лев Самарджиди вел активную общественную деятельность», — писал о нем коллега и ученик, актер, поэт Виталий Титов.
Выступал и как мастер художественного слова.  
Вёл общественную работу, избирался депутатом Кировского района Магнитогорска (1959), был членом правления Союза театральных деятелей (1991).
Умер 18 августа 2001 года. Похоронен на Правобережном кладбище Магнитогорска.

## Награды и премии
- Медаль «За доблестный труд в Великой Отечественной войне 1941—1945 гг.»
- Заслуженный артист РСФСР (1955).
- Орден Трудового Красного Знамени (1976).
- Почётный гражданин Магнитогорска  (1989).
- Народный артист РСФСР (4.03.1991)[3].
- Медаль «Победитель соцсоревнования в честь 50-летия Магнитки».
- Звание «Ветеран труда» (Россия).

## Работы в театре
- «Ромео и Джульетта» — Ромео (дебют)
- «Человек с ружьем» — Чибисов
- «Из искры» — Сталин
- «Дорогой бессмертия» — Фучик
- «Русские люди» — Сафонов
- «Угрюм-река» — Прохор
- «Укрощение строптивой» — Петруччио
- «Отелло» — Отелло
- «Бешеные деньги» — Васильков
- «Эзоп» Гильерме Фигейредо — Ксанф
- «Мэкки-Нож и К» по пьесе «Трёхгрошовая опера» Б. Брехта — Пантера Браун
- «Павел Аносов» К. Скворцов — Глинка, генерал-лейтенант
- «Тихий Дон» М. Шолохов — Мелехов
- «Орфей спускается в ад» Т. Уильямс — шериф Толбет
- «Последние» М. Горький — Яков
- «Тринадцатый председатель» А. Абдулин — Сагадеев
- «Ретро» А. Галин — Чмутин
- «Последняя жертва» А. Островский — Прибытков
- «Русский вопрос» К. Симонов — Макферсон
- «Дорогая Памела» Д. Патрик — врач
- «Дурочка» Лопе де Вега — Мисенко
- «Порог» А. Дударев — отец
- «Виноватые» А. Арбузов — Христолюбов
- «Лес» А. Островский — Несчастливцев
- «Таинственный остров» Ж. Верн — капитан Немо
- «Генералы в юбках» Жан Ануй — Лебеллюк, адвокат
- «Король и бродячий певец» Г. Левина — Ламас, брадобрей
- «Дама с камелиями» А. Дюма–сын — граф де Жире
- «Чайка» А. Чехов — Сорин
- «Без вины виноватые» А. Н. Островский (последняя роль)

## Память
- Памятная доска актёру Льву Самарджиди в Магнитогорске на стене здания Магнитогорского драмтеатра им. Пушкина (6 ноября 2014 года)[4][1]. Надпись на доске гласит: «Здесь работал корифей магнитогорской сцены народный артист России, почётный гражданин города Магнитогорска Лев Георгиевич Самарджиди. 16.08.1917г.- 18.08.2001г.».